# Xã Gill, Quận Sullivan, Indiana
Xã Gill (tiếng Anh: Gill Township) là một xã thuộc quận Sullivan, tiểu bang Indiana, Hoa Kỳ. Năm 2010, dân số của xã này là 871 người.